# Khal Torabully
Khal Torabully (Port Louis, 14 agosto 1956) è uno scrittore mauriziano.
Vive in Francia dal 1976. È il creatore del concetto della "coolitude", che si può definire come l'incontro di "immaginari" dell'India (plurale) e altri spazi umani.
Ha scritto oltre quindici libri di poesia e una composizione sulla "coolitude", combinando la storia, l'antropologia e gli studi post-coloniali, post-strutturalisti.
È considerato come uno degli scrittori più innovatori della lingua francese.

## Poesia
- Fausse-île I. Port-Louis: Babel, 1981.
- Fausse-île II. Lyon: Université Lumière (Lyon II), 1986.
- Appels d'archipels, ou le livre des miroirs. Port-Louis: Babel, 1987.
- Le Printemps des ombres (Azalées éditions, 1991)
- Petite Anthologie de la poésie mauricienne (Poésie-Rencontres, 1991)
- Cale d'étoiles-Coolitude (Azalées éditions, 1992), avec des toiles de S.H. Raza.
- Kot sa parol la ? Rode parole (Le Printemps, 1995), poemi in creolo mauriziano, con traduzione francese.
- Du code au codex (Éditions Thierry Lambert, 1996)
- Palabre à parole, préface de Werner Lambersy, (Le Bruit des autres, 1996)
- Dialogue de l'eau et du sel (Le Bruit des autres, 1998) ISBN 2909468623
- L'Ombre rouge des gazelles (Paroles d'Aube, 1998)
- Chair corail: fragments coolies, préface de Raphaël Confiant, (Ibis rouge, 1999)
- Roulis sur le Malecon, carnet de voyage cubain (L'Harmattan, 1999) ISBN 2738481949
- Paroles entre une mère et son enfant fusillé (Les éditions du mont Popey, 2002)
- La cendre des mots: Après l'incendie de la bibliothèque de Bagdad, textes sur l'indiscible (ouvrage collectif, L'Harmattan 2003) ISBN 2747553582
- Mes Afriques, mes ivoires, préface de Tanella Boni, (L'Harmattan, 2004) ISBN 2747564134
- Arbres et Anabase (Ibis rouge, 2005) ISBN 2844502717
- Voices from the Aapravasi Ghat, Indentured imaginaries, collection of poems, Foreword by K. Purryag, President of the Republic of Mauritius, published on Nov 2 2013, http://www.potomitan.info/torabully/voices.php
- Khal Torabully,Coupeuses d'azur, Aapravasi Ghat Trust Fund, Mauritius, 2014.
- Bilingual anthology of coolitude, EN CANTOS COOLIES : http://valparaisoediciones.es/tienda/coleccion-valparaiso-de-poesia/152-48-en-cantos-coolies.html

## Saggi
- Coolitude: An Anthology of the Indian Labour Disapora (insieme a Marina Carter, Anthem Press 2002) ISBN 1843310031

## Dizionari
- Dictionnaire francophone de poche: le pouvoir des mots sur le mouvoir des peaux, Editeur: la Passe du vent, Genouilleux, France. ISBN 978-2-84562-104-6